# Devoll (kommun)
Devoll (bestämd albansk form: Devolli) är en kommun i prefekturen Korça i Albanien. Kommunen bildades 2015 genom sammanslagningen av kommunerna Bilisht, Hoçisht, Miras, Progër och Qendër Bilisht. Kommunen hade 26 716 invånare (2011) på en yta av 453,27 km². Kommunens centralort är Bilisht. Namnet Devoll är hämtat från floden Devoll som flyter igenom kommunen.